# Zhenyuanopterus
Zhenyuanopterus é um gênero de pterossauro do Cretáceo Inferior da formação Yixian, província de Liaoning, China. Há uma única espécie descrita para o gênero Zhenyuanopterus longirostris.